# Ła-150
Ła-150 (ros. Ла-150) – radziecki odrzutowy samolot myśliwski, skonstruowany w latach 40. XX w. przez biuro konstrukcyjne Ławoczkina jako jeden z pierwszych radzieckich odrzutowych myśliwców. Nie był produkowany seryjnie. Na jego bazie opracowano także prototypy Ła-152, Ła-156 i Ła-160.

## Historia
Podczas II wojny światowej ZSRR pozostał w tyle za innymi głównymi potęgami militarnymi, w których rozwijano samoloty z napędem turboodrzutowym, nie posiadając żadnych własnych samolotów tego typu ani praktycznych silników (prowadzono jedynie mało udane próby z samolotami z napędem rakietowym lub mieszanym). Przy tym, w biurze konstrukcyjnym Ławoczkina już od 1944 prowadzono prace koncepcyjne nad myśliwcem odrzutowym Ła-WRD, który miał mieć układ dwubelkowy (zbliżony do de Havilland Vampire) i silnik radzieckiej konstrukcji Archipa Lulki S-18. Z powodu przeciągania się prac nad silnikiem, projekt ten nie został jednak zrealizowany. Impulsu pracom nad samolotami odrzutowymi w ZSRR dało dopiero zdobycie pod koniec wojny niemieckich silników turboodrzutowych i wyników doświadczeń. Wkrótce po wojnie uruchomiono produkcję skopiowanych silników Junkers Jumo 004 (jako Klimow RD-10) i BMW-003 (jako RD-20). Na początku 1945 zlecono też wiodącym biurom konstrukcyjnym zaprojektowanie z ich użyciem myśliwców odrzutowych.
Już w kwietniu 1945 opracowano projekt lekkiego myśliwca Ławoczkina „150” (nazywanego też nieformalnie Ła-150), napędzanego jednym silnikiem Jumo 004, produkowanym następnie jako Klimow RD-10. Z powodu niewielkiego ciągu tego silnika (850 kg), dużą wagę przywiązano do lekkości konstrukcji i zmniejszenia oporów aerodynamicznych, co jednak skutkowało ciasnotą kabiny i trudnością w dostępie do silnika. Samolot zbudowano w układzie redanowym, z dyszą silnika pod kadłubem, lecz w odróżnieniu od Jaka-15, kabinę pilota umieszczono przed silnikiem.
Budowę próbnej serii 5 samolotów zlecono zakładowi nr 381, produkującemu Ła-7 (zlecono mu także wykonanie serii próbnej myśliwców Mikojana i Gurewicza z napędem mieszanym I-250). Rozdzielenie wykonawcy od konstruktora oraz brak doświadczenia zakładu produkującego drewniane Ła-7 w produkcji prototypowej, wpłynęły na niedotrzymanie terminów budowy samolotu wyznaczonych do listopada 1945 i w konsekwencji opóźnienie w porównaniu z konkurentami Jak-15 i MiG-9. Pierwszy prototyp przeznaczono do prób naziemnych, a latający prototyp samolotu „150” oblatano 11 września 1946, pół roku po konkurentach. 
Po zbudowaniu trzech prototypów, dalszą produkcję przeniesiono do nowego zakładu doświadczalnego Ławoczkina nr 301 w Chimkach pod Moskwą. Po oblataniu samolotu, ministerstwo przemysłu lotniczego nakazało 12 września budowę 8 samolotów w celu zaprezentowania na defiladzie z okazji rocznicy rewolucji październikowej 7 listopada 1946, z tego czterech w zakładzie nr 21 w Gorkim. Mimo krótkiego terminu, ukończono na czas i przekazano wojsku 8 nieuzbrojonych samolotów, włączając prototyp, lecz pokaz lotniczy ostatecznie nie odbył się z uwagi na pogodę. 
Próby zbudowanej serii wykazały wady, jak ciasnota kabiny, utrudniony dostęp obsługi do silnika, mała stabilność kierunkowa i mała trwałość opon podwozia. Maksymalnie osiągnięto prędkość 878 km/h. O dalszym losie samolotu postanowiono zadecydować po przeprowadzeniu badań państwowych. Jeden z samolotów ulepszono, jako wzorzec dla ewentualnej produkcji, m.in. poszerzono kabinę o 8 cm, zastosowano nową jej osłonę z pancerną przednią szybą, zagięto w dół końcówki skrzydeł, zainstalowano fotel wyrzucany, powiększono luki eksploatacyjne, zwiększono zapas paliwa z 597 do 780 l. Na skutek tego wzrosła jego masa w locie z 2973 do 3338 kg i spadły osiągi (prędkość do 805 km/h). Ulepszony samolot z oznaczeniem „150M” został 24 lipca 1947 przekazany na państwowe badania. Badania te przerwano po awarii silnika 9 sierpnia i już ich nie dokończono, ponieważ Ławoczkin skonstruował w tym czasie ulepszony samolot „156”. 
W drugiej połowie 1947 przebudowano jeden z samolotów „150F” na ulepszony wariant „150F” z silnikiem JuF (RD-10F) – rozwinięciem RD-10 z dopalaczem. Jego prędkość maksymalna wyniosła 950 km/h nad ziemią, lecz nie rozwijano dalej tego wariantu z powodu nieperspektywicznej konstrukcji samolotu.
Wersją pochodną Ła-150 był Ła-152, z nowym kadłubem i laminarnym profilem skrzydła, uzbrojony w 3 działka NS-23, z którego rozwinięto dalsze modele: Ła-154 z silnikiem Lulki TR-1, Ła-156 z silnikiem JuF z dopalaniem i Ła-160 ze skośnym skrzydłem. 

## Opis konstrukcji
Jednosilnikowy górnopłat o konstrukcji całkowicie metalowej, w układzie klasycznym. Skrzydła proste. Usterzenie klasyczne, usterzenie poziome zamocowane około połowy wysokości statecznika. Kadłub o konstrukcji półskorupowej. Z przodu okrągły wlot powietrza do silnika, rozdzielający się pionową przegrodą na dwa kanały wzdłuż burt. Kabina pilota w przedniej części kadłuba, zakryta oszkloną osłoną, składającą się ze stałego wiatrochronu i otwieranej wypukłej osłony nad pilotem. Kabina wyposażona w fotel wyrzucany. Silnik odrzutowy w środkowej części kadłuba, tuż za kabiną pilota, z osią odchyloną o 3° w górę. Dysza silnika pod belką ogonową. Podwozie samolotu trójkołowe, z pojedynczymi kołami, wciągane do luków w kadłubie (golenie główne – do przodu, goleń przednia – do tyłu).